# Torre de Gàlata
La torre de Gàlata (en turc: Galata Kulesi) es troba al barri de Karaköy, dins el districte de Beyoğlu d'Istanbul (Turquia), al nord del Corn d'Or i al sud del Tünel.
La torre original fou destruïda durant la quarta croada, però es reconstruí com a «torre de Crist» el 1348 durant una expansió de la colònia genovesa a Constantinoble. La torre es reconstruí unes quantes vegades durant el període otomà, en què s'utilitzava com a torre de guaita d'incendis.
Durant els anys 1960 l'interior de fusta originari de la torre va ser canviat per una estructura més moderna i s'obrí al públic. Hi ha un restaurant modern i una cafeteria als pisos superiors des d'on es veu una vista magnífica d'Istanbul i del Bòsfor.
Segons registres poc fiables, al segle xvii, Hezârfen Ahmed Çelebi fou el primer aviador que utilitzà ales artificials des d'aquesta torre per volar sobre el Bòsfor fins als pendents d'Üsküdar, a la banda d'Anatòlia.